# ماریانا روسی
ماریانا روسی (ایتالیایی: Mariana Rossi؛ زادهٔ ۲ ژانویهٔ ۱۹۷۹) بازیکن هاکی روی چمن اهل آرژانتین است.